# Motul
Motul de Carrilo Puerto (Yucateeks Maya: Zacmutul) is een stad in de Mexicaanse deelstaat Yucatán. Motul is de hoofdplaats van de gemeente Motul en heeft 21.508 inwoners (census 2005).
Motul werd in de 11e eeuw gesticht door de priester Zac Mutul. De stad werd in de pre-koloniale periode bestuurd door de Pechdynastie, die na de val van Mayapan in de jaren 1440 de leiders werden van het koninkrijk Cehpech, waarvan Motul de hoofdstad was. De bekendste persoon die in Motul is geboren is Felipe Carrillo Puerto, een socialistisch revolutionair en politicus, die begin jaren '20 gouverneur was van Yucatán. Na de moord op Carrilo Puerto werd Motul hernoemd ter ere van hem hernoemd tot Motul de Carrilo Puerto.
Bezienswaardig in Motul zijn de fresco's in het franciscaner klooster uit de koloniale periode en het geboortehuis van Felipe Carrillo Puerto, dat tegenwoordig een museum is. Het eiergerecht huevos motuleños is afkomstig uit Motul.